# Agnes Baden-Powell

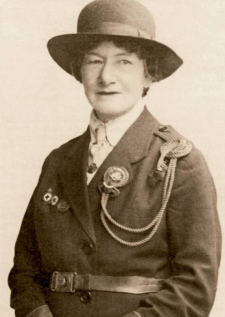
Agnes Baden-Powell

Agnes „Azzie“ Baden-Powell (* 16. Dezember 1858; † 2. Juni 1945) war die erste Weltführerin der Pfadfinderinnen nach deren Gründung im Jahr 1910.
Sie war die Schwester von Robert Baden-Powell, dem Gründer der weltweiten Pfadfinderbewegung, und wurde von ihm gebeten, die Pfadfinderinnen im Vereinigten Königreich zu organisieren (Girl Guides in the United Kingdom). Sie gründete Rosebuds, später umbenannt in Brownies (Girl Guides) für junge Mädchen im Jahr 1914.

## Leben
Sie und ihr Bruder Robert waren zwei von zehn Kindern, von denen mehrere Bekanntheit erlangten. Ihr jüngster Bruder Baden Baden-Powell war beispielsweise Pionier der Militärluftfahrt. Ihr Vater war Reverend B. Baden-Powell, der Professor für Geometrie an der Oxford University in England war. Ihre Mutter war sowohl eine musikalisch und künstlerisch als auch mathematisch und wissenschaftlich begabte Frau. Die Familie Baden-Powell war eine Familie der englischen Upper Class, was hieß, dass Geld nie ein Problem war. Agnes war, als sie die Pfadfinderinnenbewegung übernahm, bereits über 50 Jahre alt.
Im April 1910, als es bereits 6.000 registrierte Mädchen bei den Boy Scouts gab, beschloss sie gemeinsam mit zwei weiteren Freundinnen und ihrem Bruder Robert, Jungen und Mädchen in zwei Gruppen zu trennen. In den folgenden sieben Jahren schrieb sie in Anlehnung an das Buch ihres Bruders Scouting for Boys das „Handbook of the Girl Guides“, welches auch unter dem Titel „How Girls can Help to Build up the Empire“ in Zusammenarbeit mit Robert Baden-Powell erschien. 
1917 gab sie die Führung der Pfadfinderinnen an Olave Baden-Powell, die Ehefrau Sir Robert Baden-Powells, ab. Sie blieb jedoch stellvertretende Vorsitzende der Girl Guides bis zu ihrem Tod im Alter von 86 Jahren.

## Werke
- Handbook of the Girl Guides, in Zusammenarbeit mit Robert Baden-Powell, 1912
- How Girls can Help to Build up the Empire, Nachfolgebuch von Handbook of the Girl Guides

| Personendaten    | Personendaten                       |
| ---------------- | ----------------------------------- |
| NAME             | Baden-Powell, Agnes                 |
| ALTERNATIVNAMEN  | Baden-Powell, Azzie (Spitzname)     |
| KURZBESCHREIBUNG | 1. Weltführerin der Pfadfinderinnen |
| GEBURTSDATUM     | 16. Dezember 1858                   |
| STERBEDATUM      | 2. Juni 1945                        |